# 赤塚の戦い
赤塚の戦い（あかつかのたたかい）は、天文21年4月17日（1552年5月10日）、尾張国赤塚で起きた戦い。記録上、織田信長が当主となって最初の戦闘である。

## 概要
尾張国内で勢力を拡大していた織田信秀が死去（時期については諸説あり）し、子の信長が跡を継ぐと、信秀に重用されていた鳴海城主の山口教継は駿河の今川義元に寝返った。教継は子の教吉を鳴海城に置き、笠寺城を修築して今川方の葛山長嘉・岡部元信・三浦義就・飯尾乗連・浅井政敏を引き入れると、自らは桜中村城に立て籠もった。
天文21年4月17日（1552年5月10日）、信長は兵800で那古野城を出陣し、中根村から野並村を駆け抜け小鳴海に移動し、三の山へ登った。すると、山口教吉が三の山の東、鳴海からは北にある赤塚に1,500の兵で出陣して来た。これを見て信長も赤塚に進軍し、両者は先陣を繰り出して戦闘に突入した。このときの信長の先陣には、父信秀より付けられたいわゆる四家老の一人内藤勝介や、蜂屋頼隆の可能性がある蜂屋般若介の名も含まれている。
矢戦の後、槍戦となり、巳の刻より午の刻（おおよそ午前10時から正午ごろ）まで乱戦が続けられた。あまりの接近戦のため、首を取り合うこともなかったという。信長側は30騎が討ち死にした。しかし勝敗は付かず、元々は味方同士で顔見知りの間柄だったため、敵陣に逃げ込んだ馬はお互いに返し合い、生け捕りになった者も交換して帰陣した。